# Contrat première embauche
Il CPE (in lingua francese Contrat Première Embauche, contratto di primo impiego) era un tipo di contratto proposto per legge in Francia per entrare in vigore nell'aprile 2006 e che come punto saliente offre la possibilità ai datori di lavoro di licenziare senza giustificazione i lavoratori con meno di 26 anni nei primi due anni di impiego.
Il governo, che ha proposto tale legge nella persona del primo ministro Dominique de Villepin, ritiene che in tal modo si potrà sconfiggere la cronica disoccupazione giovanile.
La legge ha incontrato le resistenze degli studenti, dei sindacati, degli attivisti di sinistra e di molta parte dell'opinione pubblica, che non vedono con favore la maggiore precarietà lavorativa che si verrebbe a produrre ed evidenziano la possibilità dell'instaurarsi di una minore tutela dei lavoratori e delle fasce più giovani della popolazione.

## Proteste
Contro il CPE si sono svolte nei primi mesi del 2006 numerose proteste di piazza in più di 150 città francesi. A partire dal mese di marzo le proteste sono diventate sempre più forti ed eclatanti, contemplando l'occupazione di più della metà delle Università francesi fra cui la Sorbona e proteste degenerate in guerriglia urbana.
Il 28 marzo 3 milioni di persone sono scese in piazza per lo sciopero generale organizzato dai sindacati, paralizzando così l'intero paese. Altre proteste e altri scioperi hanno continuato a bloccare il paese nei giorni successivi.

## Ritiro della legge
Il 10 aprile il presidente Jacques Chirac ha deciso di ritirare il CPE a causa delle forti pressioni interne al suo stesso partito, preoccupato per le rimostranze di piazza sfociate in guerriglia urbana e di rimpiazzarlo con un dispositivo per favorire l'ingresso dei giovani in difficoltà nel mondo del lavoro.